# Kirchmöser

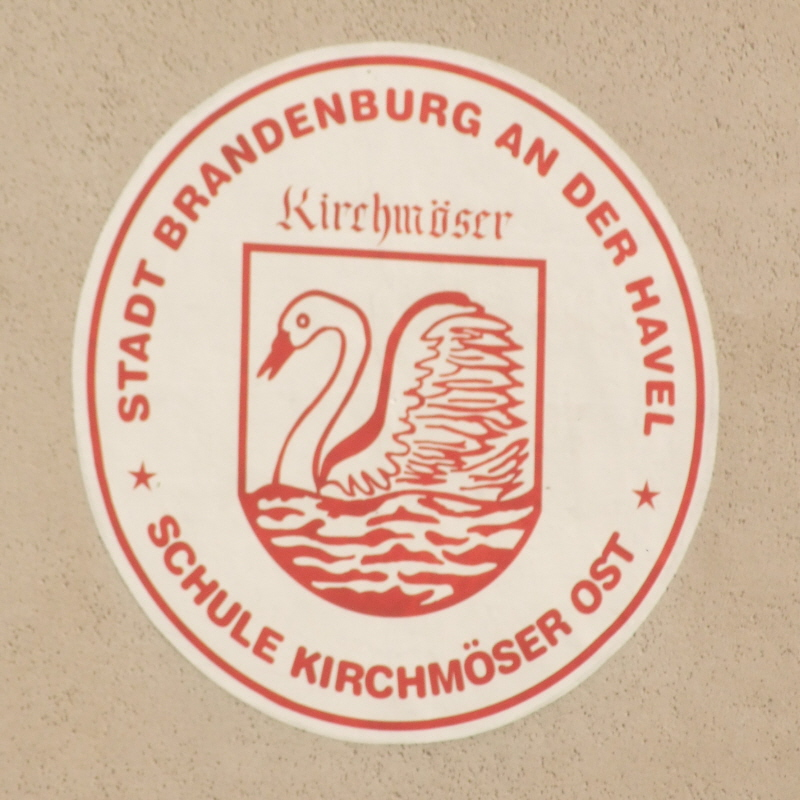
Wappen am Schulgebäude in Kirchmöser

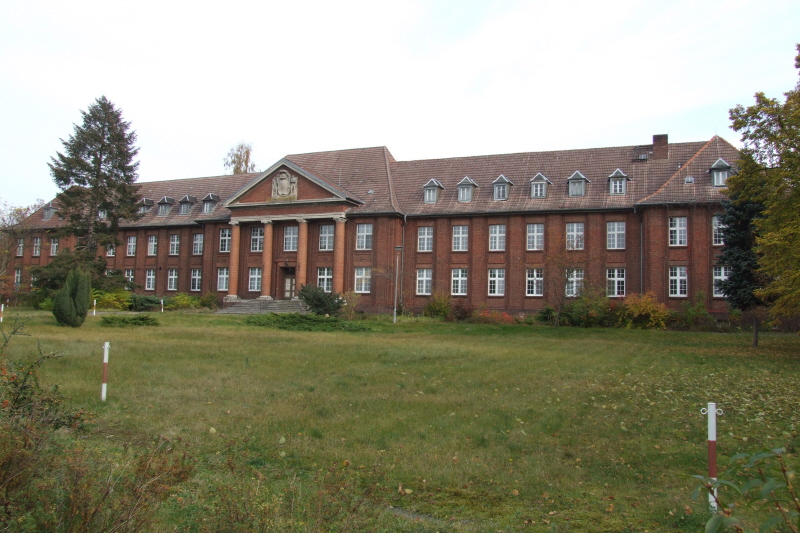
Verwaltungsgebäude der ehemaligen Pulverfabrik

Kirchmöser ist ein Stadt- und Ortsteil im Westen der Stadt Brandenburg an der Havel. Sein Industriegebiet spiegelt die deutsche Geschichte der letzten 100 Jahre wider.

## Geographie
Der Kern des Ortsteils liegt auf einer Halbinsel in den Havelseen im Westen der Stadt Brandenburg und ist gegliedert in die Bereiche Kirchmöser West, Kirchmöser Ost und den historischen Ortskern Kirchmöser Dorf. Außerdem gehören die Siedlungen Bergenhof und Gränert zum Ortsteil. Ein Kranz von Seen umgibt den Ort: der Wusterwitzer See, der Wendsee, der Plauer See und der Möserscher See. Auf der Halbinsel selbst nimmt der Heilige See eine beachtliche Fläche ein. Die eiszeitlich gebildete Hochfläche der Karower Platte reicht an Kirchmöser Dorf heran. Zu dieser gehört der Kirchmöseraner Mühlenberg.
Der Ortsteil Kirchmöser hatte 2022 rund 3.600 Einwohner. Ein großer Teil des Ortes besteht aus Industrie- und Gewerbefläche. Im Zuge des Niedergangs nach 1990 verlor dieser Standort massiv an wirtschaftlicher Substanz. Er wird derzeit schrittweise wieder aktiviert.

Denkmalgeschützte Wohnsiedlung Kirchmöser Ost
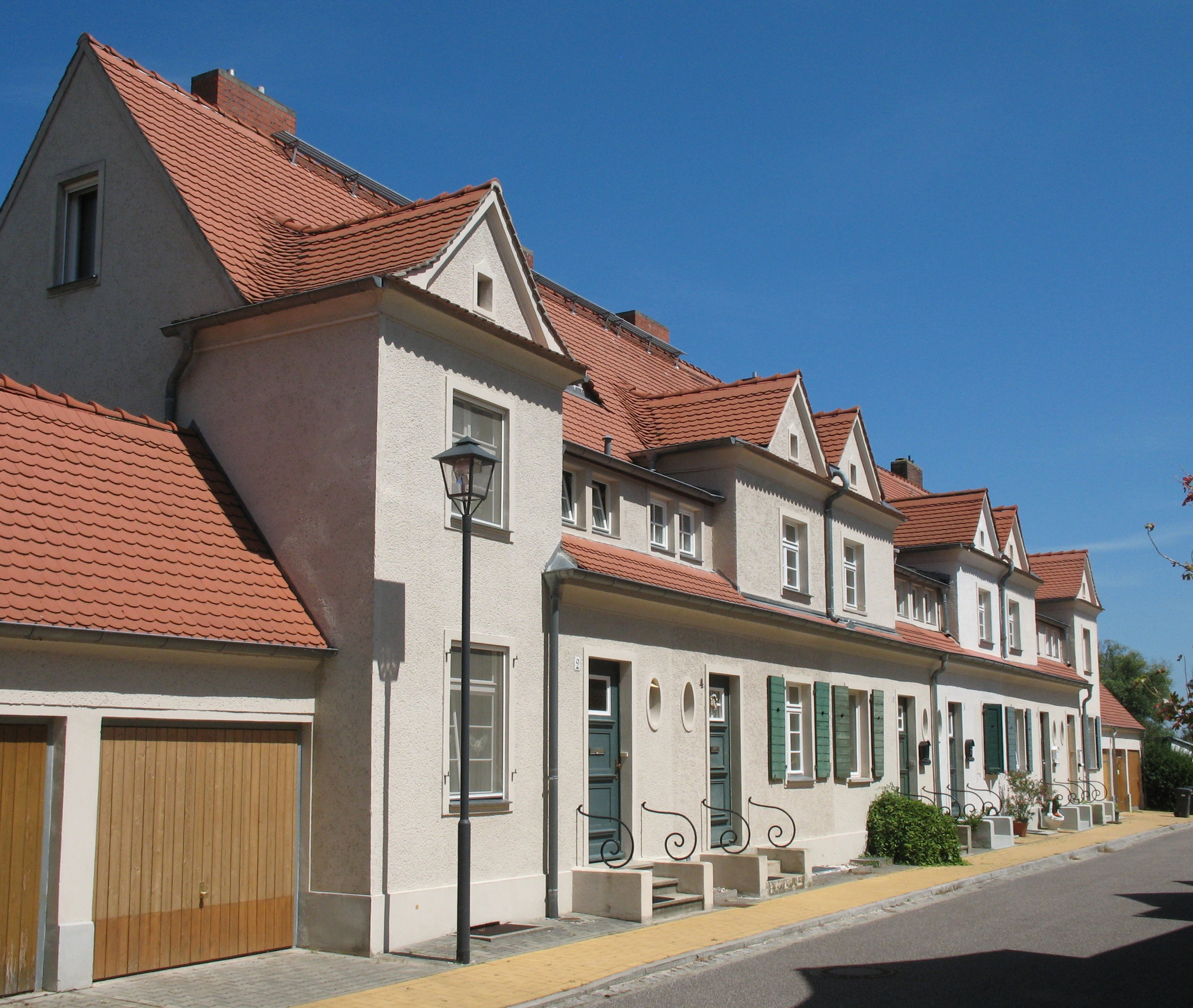
Kurze Straße
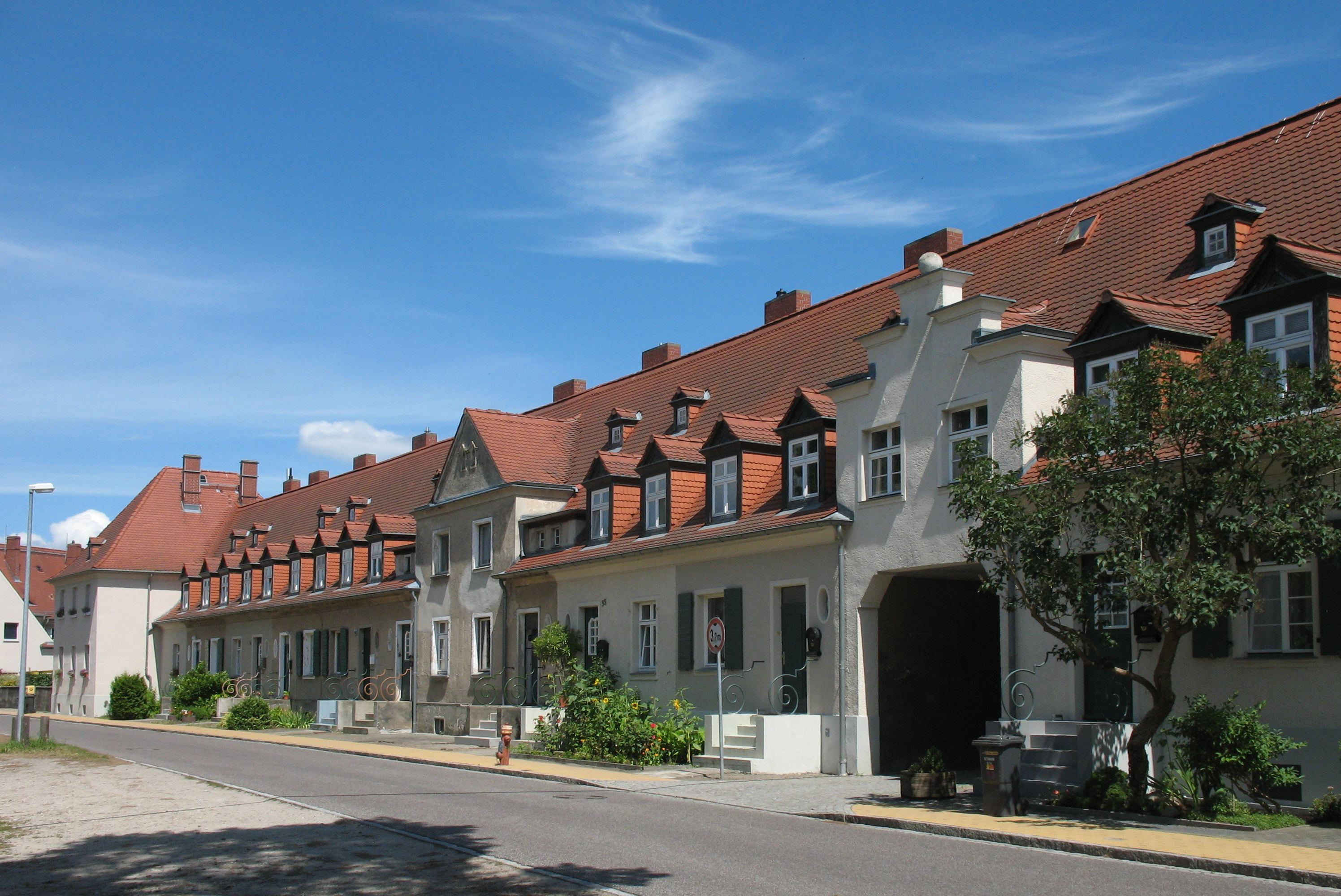
Uferstraße
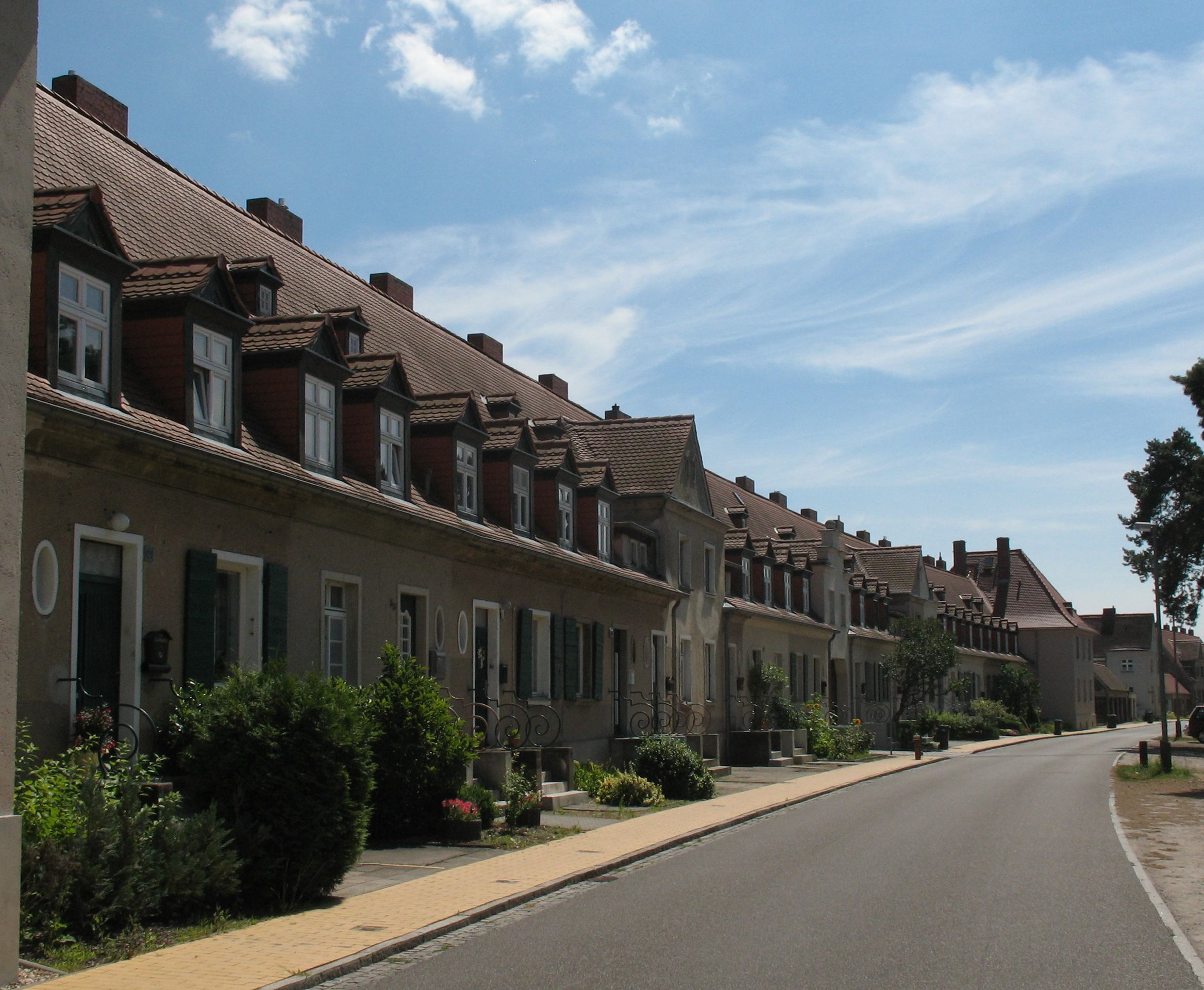
Uferstraße
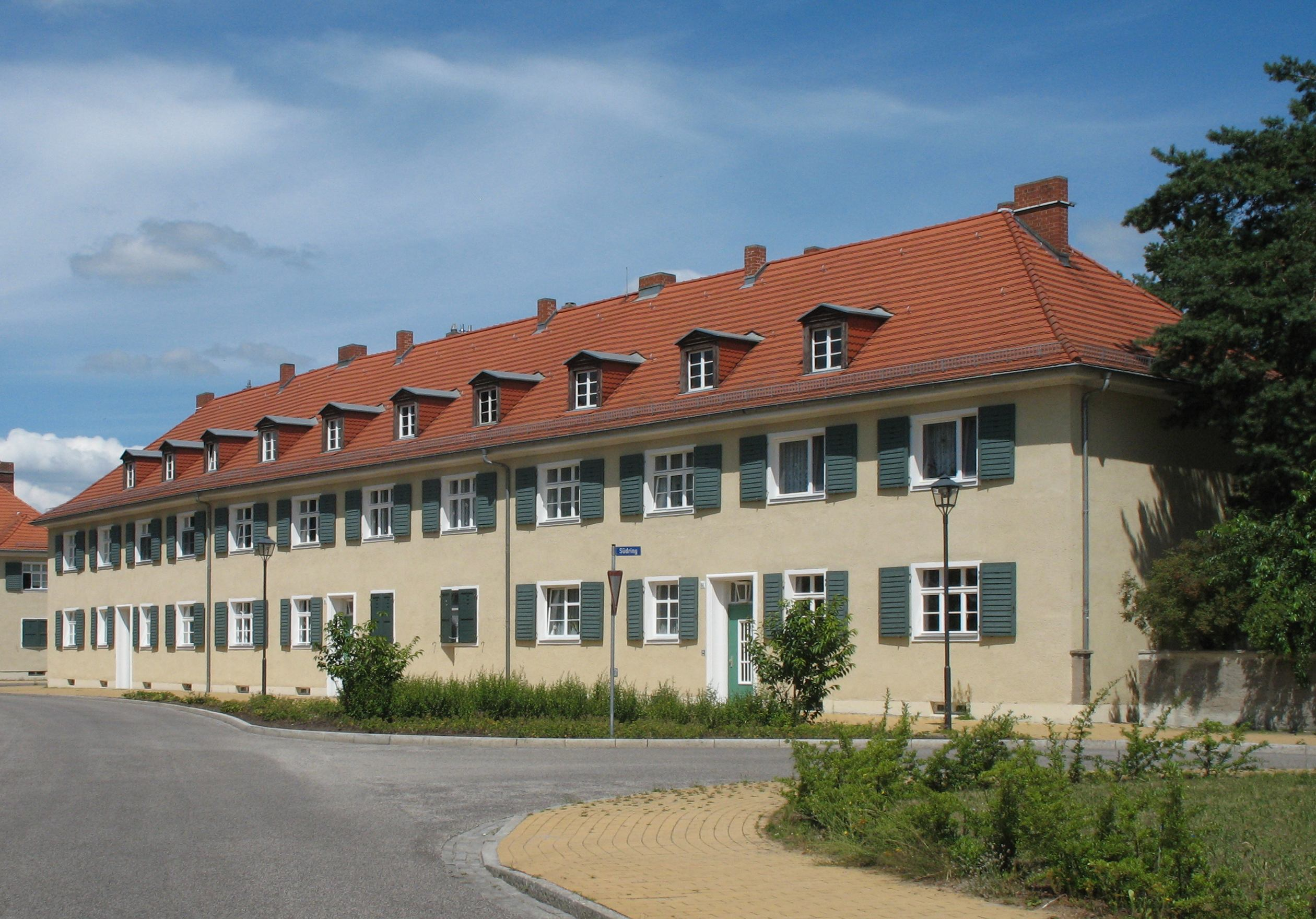
Uferstraße
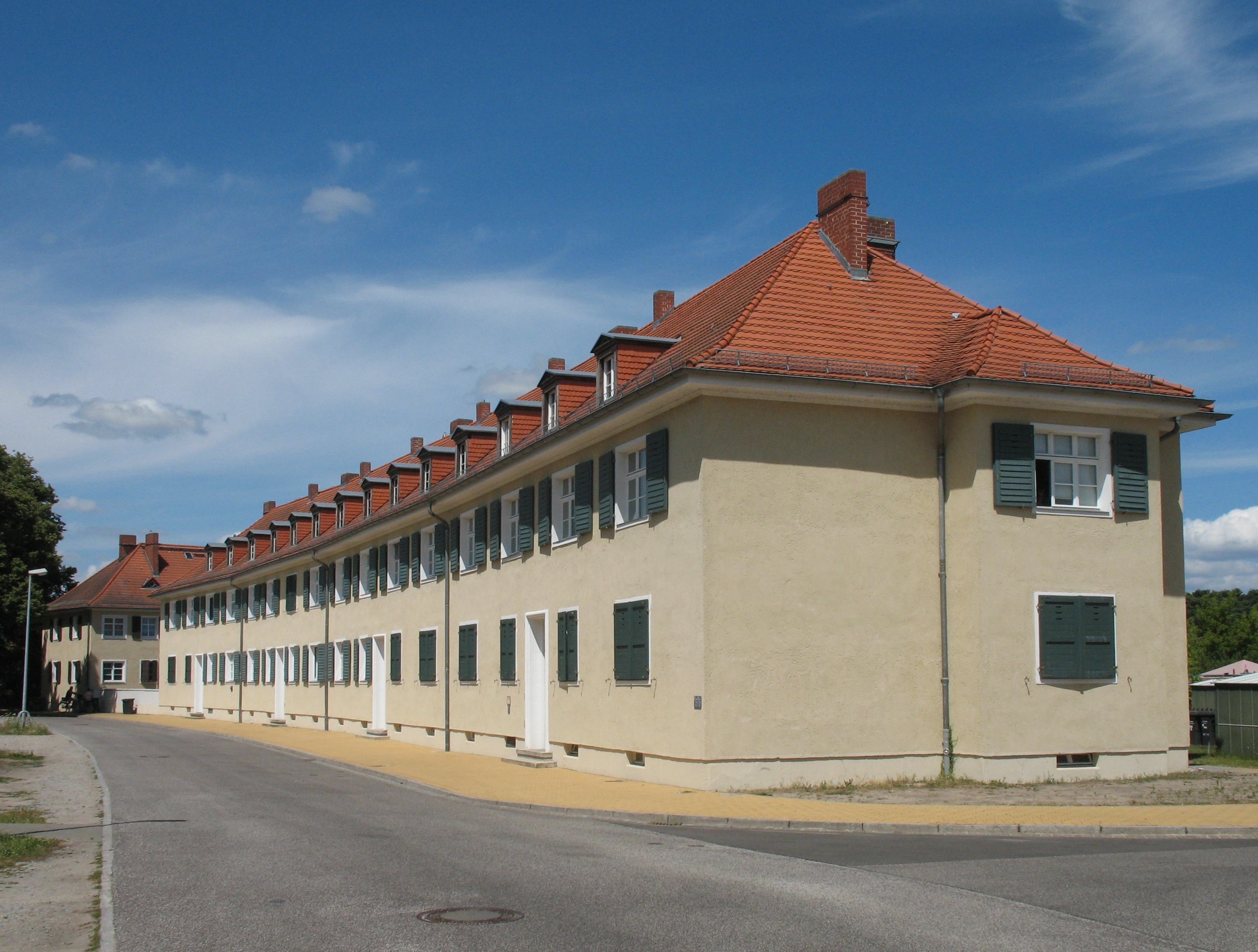
Uferstraße
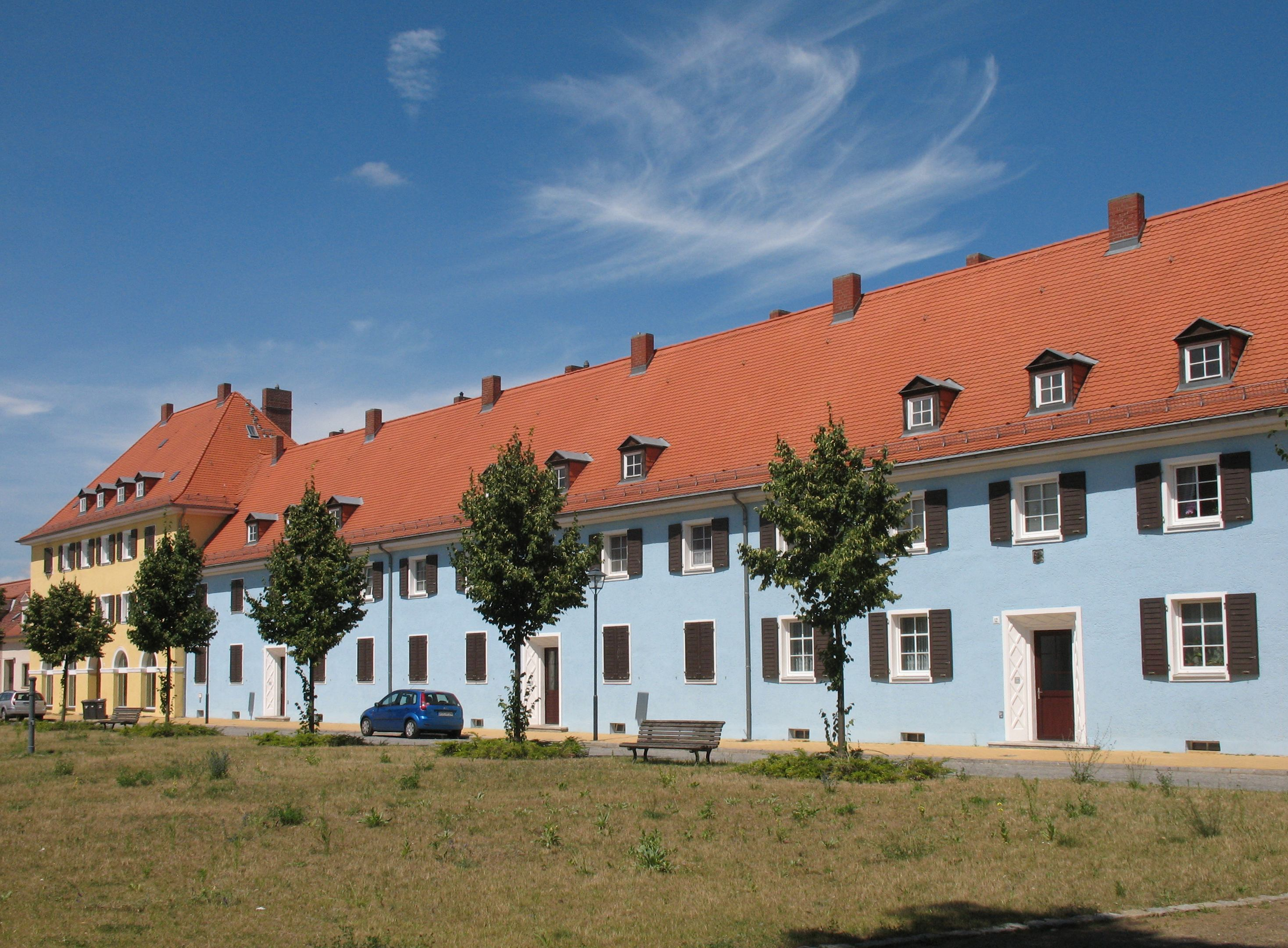
Wusterauer Anger

### Einwohnerzahlen
| Jahr | Einwohner |
| ---- | --------- |
| 1842 | 232       |
| 1900 | 286       |
| 1916 | 600       |
| 1933 | 4.593     |
| 1939 | 5.314     |
| 1946 | 6.826     |
| 1952 | 5.402     |
| 2006 | 4.300     |
| 2008 | 4.156     |
| 2014 | 3.930     |
| 2020 | 3.794     |

## Geschichte

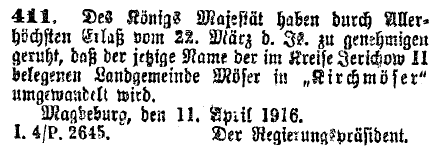
Erlass von 1916

Titel und Inhalts- und Autoren-Verzeichnis der Ortschronik von 1926

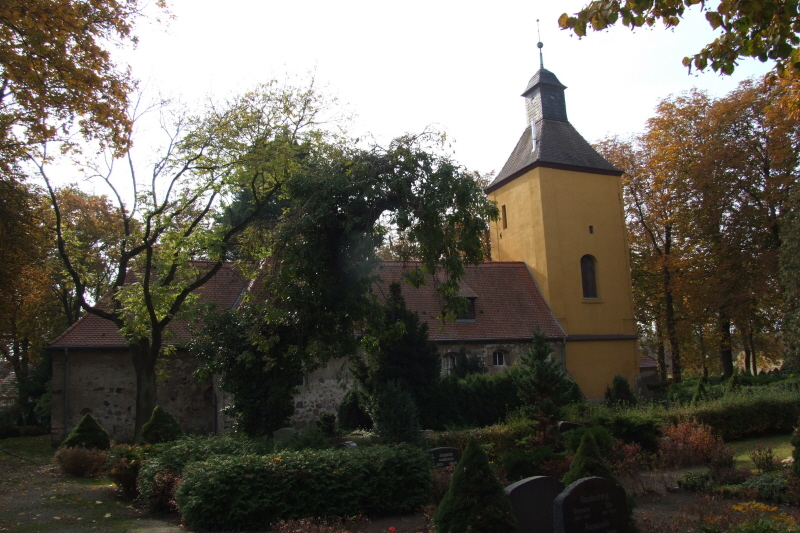
Dorfkirche

Anfangs war Möser ein kleines und abgelegenes Bauerndorf im Jerichower Land. Am 11. April 1916 wurde es nach vorheriger Genehmigung im königlichen Erlass vom 22. März in Kirchmöser umbenannt. Dann entwickelte es sich – der Krieg war Motor der Entwicklung – schnell zu einem Industrierevier mit wechselvoller Geschichte.

### Etymologie
Der Name Möser ist slawischer Herkunft und bedeutet Moor. 1358 wird der Ort als Moser erwähnt. Möglicherweise ist er verwandt mit Masuren. Friedrich Hasse, 1926 als erster evangelischer Pfarrer in Kirchmöser eingesetzt, nennt in seiner Chronik die Namen Moser, Kirchmosern und Möser, die er bei seinen Recherchen in historischen Quellen entdeckte. Den heute amtlichen Ortsnamen Kirchmöser erhielt der Ort erst nach Fertigstellung des Bahnhofs im März 1916. Damit sollten Verwechslungen zum Ort Möser in Sachsen-Anhalt vermieden werden, der ebenso wie Kirchmöser an der Bahnstrecke Berlin–Magdeburg liegt.

### Das Bauerndorf Möser
Die erste bekannte Erwähnung von Möser ist in einer Urkunde von Großwusterwitz aus dem Jahr 1387 zu finden, in der die Verhandlung über "die Trennung des Großwusterwitzer Sees zwischen Großwusterwitz und Kirchmöser verhandelt wird". In der Amtszeit von Albrecht III. (IV.) von Querfurt als Erzbischof von Magdeburg wurden "der See zu Wusterwitz und Möser und das Holz, das da heißet der Grenre (Gränert) mit allen Fischereien groß und klein ... mit Grase und Acker vor anderthalbhundert Mark Brandenburger Silbers und Gewichts an die ehrhaftigen geistlichen Herren, den Probst und Kapittel und Gotlihuse zu Brandenburg verkauft." 1446 verkaufte ein Herr von Werder Möser und Gränert an das Kloster Lehnin. 1542, nach Auflösung des Klosters, wurde der Kurfürst Besitzer von Dorf und Gut Gränert. Dieser verkaufte es 1560 an den kurfürstlichen Kämmerer Matthias von Saldern. 1577 wurden die Herrn auf Schloss Plaue, die der Familie von Arnim angehörten, Besitzer des Dorfes.
Das Dorf gehörte weiter zum Besitz des Städtchens Plaue, das 1620 Eigentum der Familie von Görne war. Im Dreißigjährigen Krieg wurde das Dorf schwer zerstört.
1680 erhielt Adam von Görne das Dorf von seinem Vater Christoph von Görne. Östlich der Kirche von Möser baute sich Adam von Görne seinen Herrensitz.
1819 verkaufte die Familie von Görne das Dorf für 42.000 Reichstaler an 18 ansässige Bauern, die eine Gemeinde bildeten und einen Gemeindevorsteher bestellten.
Am 15. September 1832 vernichtete ein Großfeuer einen erheblichen Teil des Dorfes.
Seit dem 12. Juli 1846 fährt eine Eisenbahn durch Möser. Aber erst am 1. Mai 1905 wurde in der Nähe des Dorfes der Haltepunkt Gränert eingerichtet.

### Die Pulverfabrik
Am 2. November 1914 fiel der Beschluss, zwischen dem Dorf Möser und der Stadt Plaue auf der abgelegenen Halbinsel eine Pulverfabrik zu errichten. Das Gelände wurde abgesteckt und am 9. November 1914 wurde der Grundstücksübergang, insgesamt 550 Hektar, im Katasteramt Genthin besiegelt.

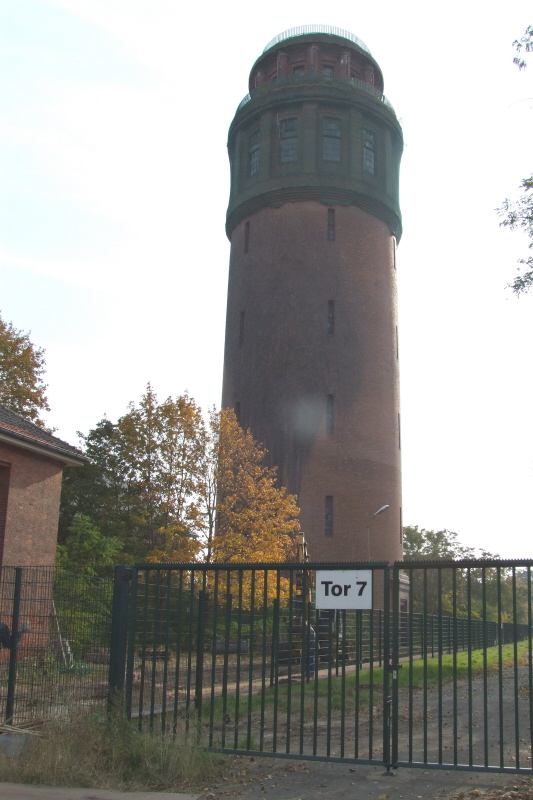
Der Wasserturm, 65 m hoch

Die Königlich-Preußische Pulverfabrik bei Plaue Havel entstand in einem besonderen Bautempo. 400 Fabrikbauten und 172 Wohnungen wurden in etwa einem Jahr aus dem Boden gestampft; als Bauleiter fungierte dabei Bruno Taut, um dem Kriegsdienst zu entgehen. 1916 wurde der Wasserturm, 65 Meter hoch und bis heute Wahrzeichen Kirchmösers, fertig. 4000 Arbeiter und Beamte sowie zusätzlich 2000 Kriegsgefangene arbeiteten in der Fabrik.

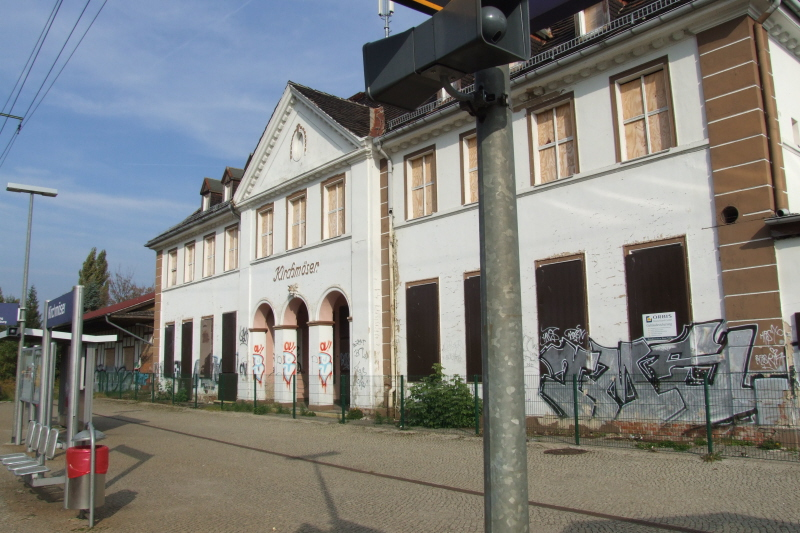
Bahnhofsgebäude

1916 wurde auch der noch heute bestehende Bahnhof eingeweiht. Dabei erhielt das Haveldorf bei Plaue nun den Namen Kirchmöser im Unterschied zu Möser an derselben Strecke.
1918 wurde die Pulverproduktion eingestellt. Auf der Halbinsel Wusterau wurden die Sprengstoffvorräte der preußischen Pulverfabriken vernichtet.

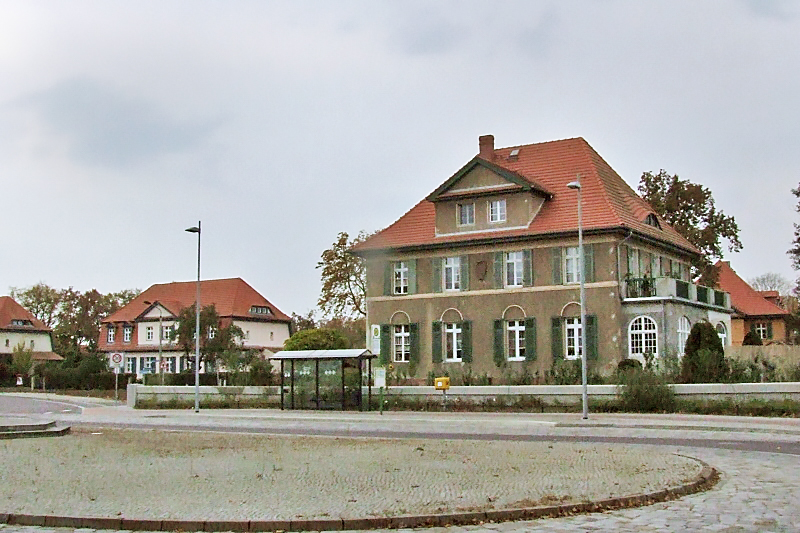
Das erste Beamtenwohnhaus in Kirchmöser-West von 1916

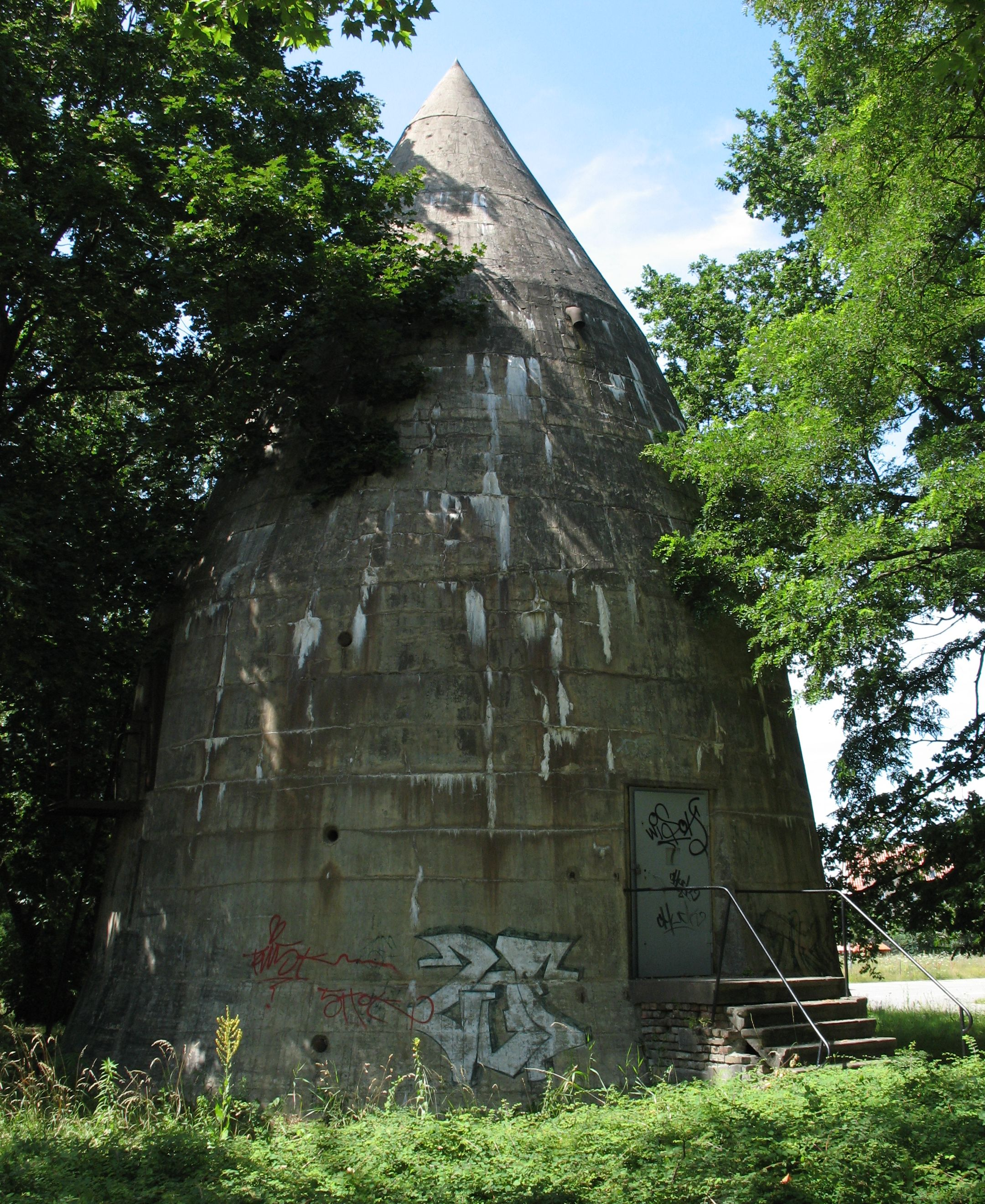
Hochbunker der Bauart Winkel

### Die Reichsbahnzeit ab 1920
Bereits ab Oktober 1919 wurden das Gelände und die Gebäude der Pulverfabrik durch die Deutschen Werke genutzt, um dort Güterwagen und Lokomotiven aufzuarbeiten. Am 23. Februar 1920 wurde die ehemalige Pulverfabrik dann offiziell der Reichseisenbahnverwaltung übertragen und firmierte nun zunächst als Reichsbahnwerk Plaue und ab Mai 1921 unter der Bezeichnung Eisenbahnwerk Brandenburg-West. Neben dem Gelände und den sich darauf befindlichen Gebäuden übernahm die Reichsbahn auch den Großteil der 500 Beschäftigten der einstigen Pulverfabrik, so dass direkt mit der Arbeit begonnen werden konnte. Gleichzeitig begann auf dem Gelände der Bau eines Werkes für die Instandhaltung von Lokomotiven, welches 1924 als europaweit modernstes seiner Art den Betrieb aufnahm. Darüber hinaus entstanden ein Instandhaltungswerk, eine Weichenwerkstatt, eine Chemische Versuchsanstalt und weitere Werkstätten auf dem weitläufigen Gelände. Außerdem brachte die Reichsbahn im ehemaligen Feuerwerkslaboratorium ihre zentrale Schulungseinrichtung unter.

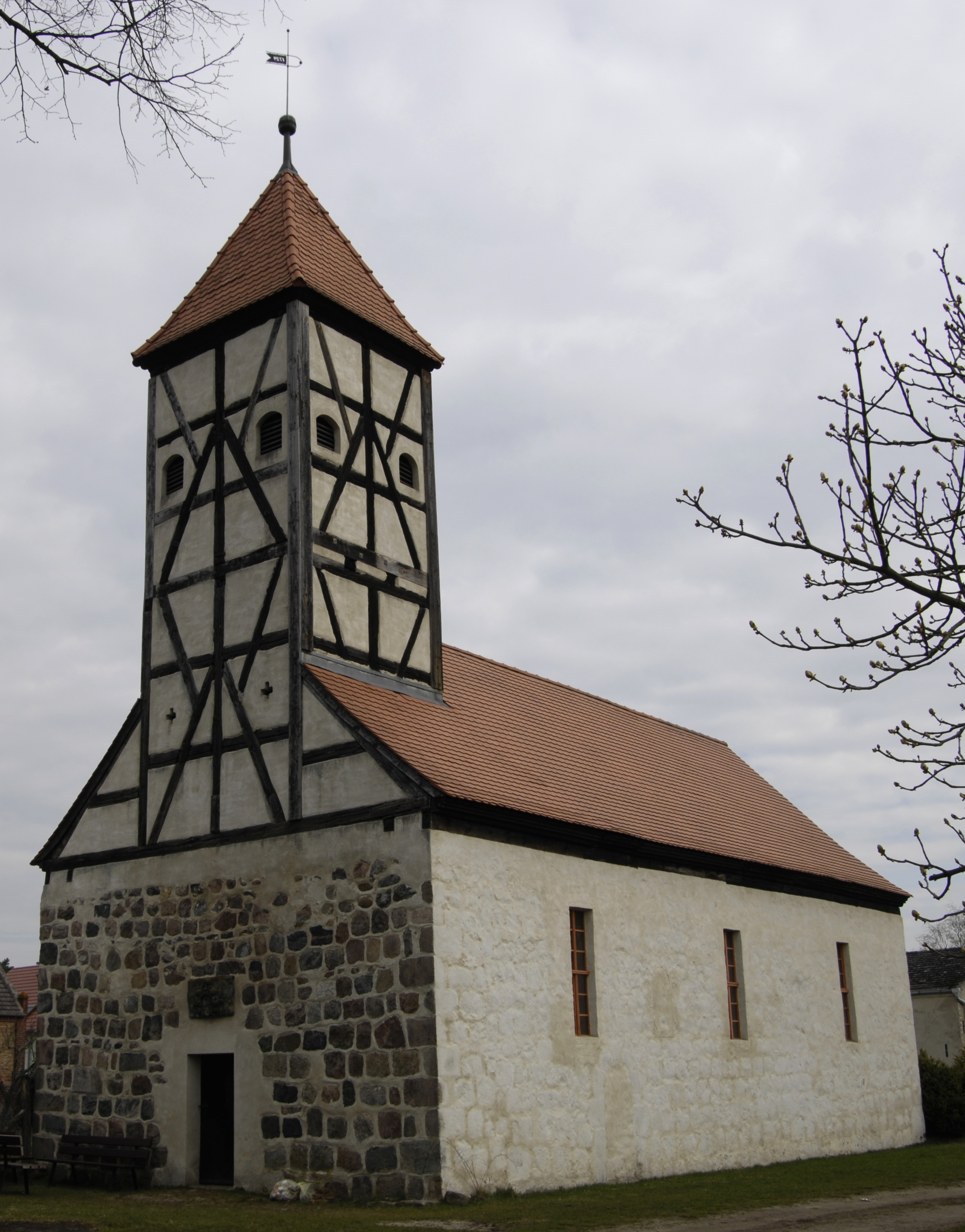
Die kleine Dorfkirche im Ortsteil Mahlenzien im April 2010

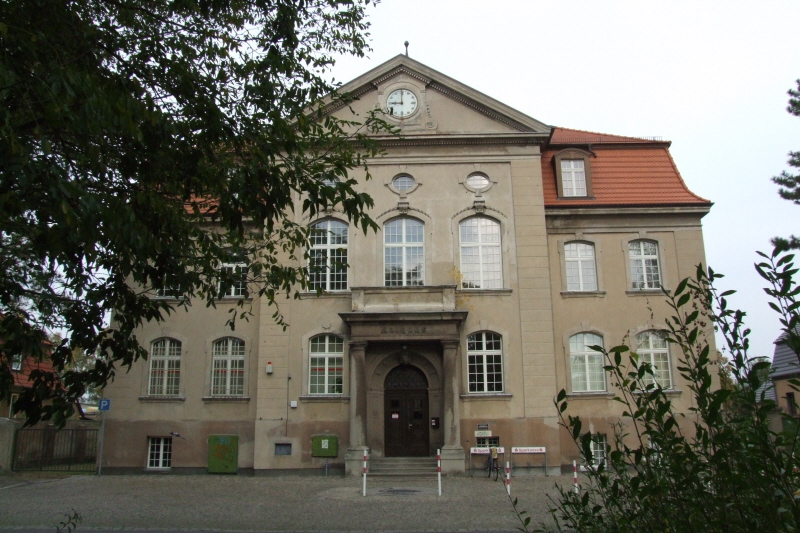
Rathaus

Am 1. November 1924 wurde das neue Rathaus in der Nähe des Bahnhofs eingeweiht.
Ab 1926 hieß die Anlage Reichsbahnausbesserungswerk Brandenburg-West. 2.500 Mitarbeiter wurden hier beschäftigt. Lokomotiven und Waggons wurden hier nach modernsten Methoden, teilweise am Fließband, gewartet und instand gesetzt. Kirchmöser wurde selbstständiger Amtsbezirk.
In den 1920er Jahren ließ die Reichsbahn viele Wohnungen in einem zeit-typischen Eisenbahnstil als Wohnsiedlung Kirchmöser-West und -Ost errichten.

### Kirchmöser im Dritten Reich
Der Ort wurde trotz der gewaltigen Eisenbahnanlagen zu einem Naherholungsort. 1942 kam es zu wesentlichen Änderungen. Das Lokwerk wurde komplett demontiert und auf 276 Waggons Richtung Ukraine abtransportiert. Dort wurde es allerdings nie wieder aufgebaut. Die Brandenburger Eisenwerke GmbH übernahmen die verbliebenen Anlagen. Kriegsgefangene und Fremdarbeiter wurden hier zur Produktion von Panzerteilen und Panzern eingesetzt.

### Nachkriegszeit und DDR
Die Fertigungsanlagen des Panzerwerkes wurden sofort nach Kriegsende demontiert und in die UdSSR verbracht. Die sowjetische Besatzungsmacht richtete auf dem Gelände nun ein Panzerreparaturwerk ein.
Parallel dazu nahm die Reichsbahn in den Resten des ehemaligen Werkes die Arbeit wieder auf. Seit 1946 erreichte die Produktion im RAW Brandenburg-West wieder ein normales Niveau.
In der Halle des Panzerwerkes der Sowjetarmee wurde das Walzwerk Willy Becker eingerichtet, das 1954 Teil des Stahl- und Walzwerks Brandenburg wurde.
1950 wurde Kirchmöser, bisher zum Landkreis Jerichow II gehörig, dem Landkreis Westhavelland und damit dem Land Brandenburg zugeordnet. Seit 1952 ist Kirchmöser ein Ortsteil der kreisfreien Stadt Brandenburg an der Havel.
1952 begann das Weichenwerk Kirchmöser mit der Herstellung von Weichen für Bahnen in aller Welt.
1957 wurde das ehemalige Verwaltungsgebäude der Pulverfabrik zu einer Klinik umgebaut. Die Augenklinik und die Orthopädie der Städtischen Klinik Brandenburg an der Havel waren bis 2003 hier ansässig.
Zwischen 1965 und 1990 hieß das RAW Werk für Gleisbaumechanik Brandenburg-Kirchmöser. Sämtliche Gleisbaumaschinen und Krane der Reichsbahn wurden hier gewartet.
Das Klubhaus der Eisenbahner, ein 1915/16 als Offizierskasino errichteter Bau, war in der Zeit der DDR ein wichtiger Ort für kulturelle Veranstaltungen. Der Gebäudekomplex verfiel nach der deutschen Wiedervereinigung.

### Neustart 1990
Recht schnell nach der Wende löste die Rote Armee das Panzerreparaturwerk auf. Die Deutsche Bahn organisierte viele Dinge neu und privatisierte in den Folgejahren das Werk für Gleisbaumechanik (wurde von Spezialtechnik Dresden übernommen) und das Weichenwerk (wurde von der Butzbacher Weichenbau Gesellschaft übernommen, die 1998 in die VOEST-Alpine Eisenbahntechnik überging). 1992 wurde das Walzwerk abgewickelt. In der Halle des Lok- bzw. Panzerwerks ist nun eine Feuerverzinkerei und eine Leitplankenproduktion angesiedelt.
Zum 1. Januar 2003 übernahm die Stadt Brandenburg an der Havel einen Großteil des Geländes, insgesamt rund 400 Hektar, mit dem Ziel der Revitalisierung des Industriestandortes. Zudem erfolgte im Jahre 2003/2004 die Übernahme von rund 10 Hektar ehemaliger NVA-Fläche durch die Stadt. Seitdem wird aufgeräumt, nicht mehr brauchbare Bauten werden abgerissen und neue Verkehrswege entstehen. Eine Mammutaufgabe ist die Beseitigung von Altlasten. Rund 285.000 Tonnen belastetes Erdreich sind zu beseitigen. Die noch in großer Anzahl vorhandenen brauchbaren Bauten werden renoviert und neuen Nutzungen zugeführt.
Die Anbindung an die Eisenbahnstrecke Magdeburg-Berlin macht den Standort besonders attraktiv für Produzenten von Eisenbahnmaterial. Einrichtungen der Deutschen Bahn, das Weichenwerk und die Gleisbaumechanik sind Kristallisationskerne für diesen Wirtschaftszweig.

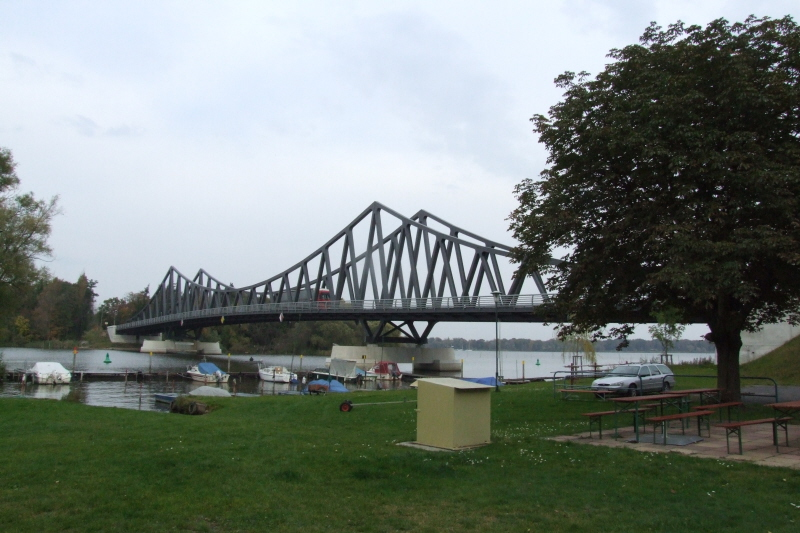
Seegartenbrücke Kirchmöser - Plaue

2006 wurde der erste Teil des Revitalisierungsprogramms für den traditionellen Bahnstandort abgeschlossen.

### Eingemeindungen
Am 30. September 1928 wurde der Gutsbezirk Gränert mit der Landgemeinde Kirchmöser vereinigt.
Kirchmöser wurde am 1. Juli 1950 aus dem Kreis Genthin im Land Sachsen-Anhalt in den Landkreis Westhavelland in das Land Brandenburg umgegliedert. Am 25. Juli 1952 wurde die Gemeinde in die Stadt Brandenburg an der Havel eingemeindet.

## Religion

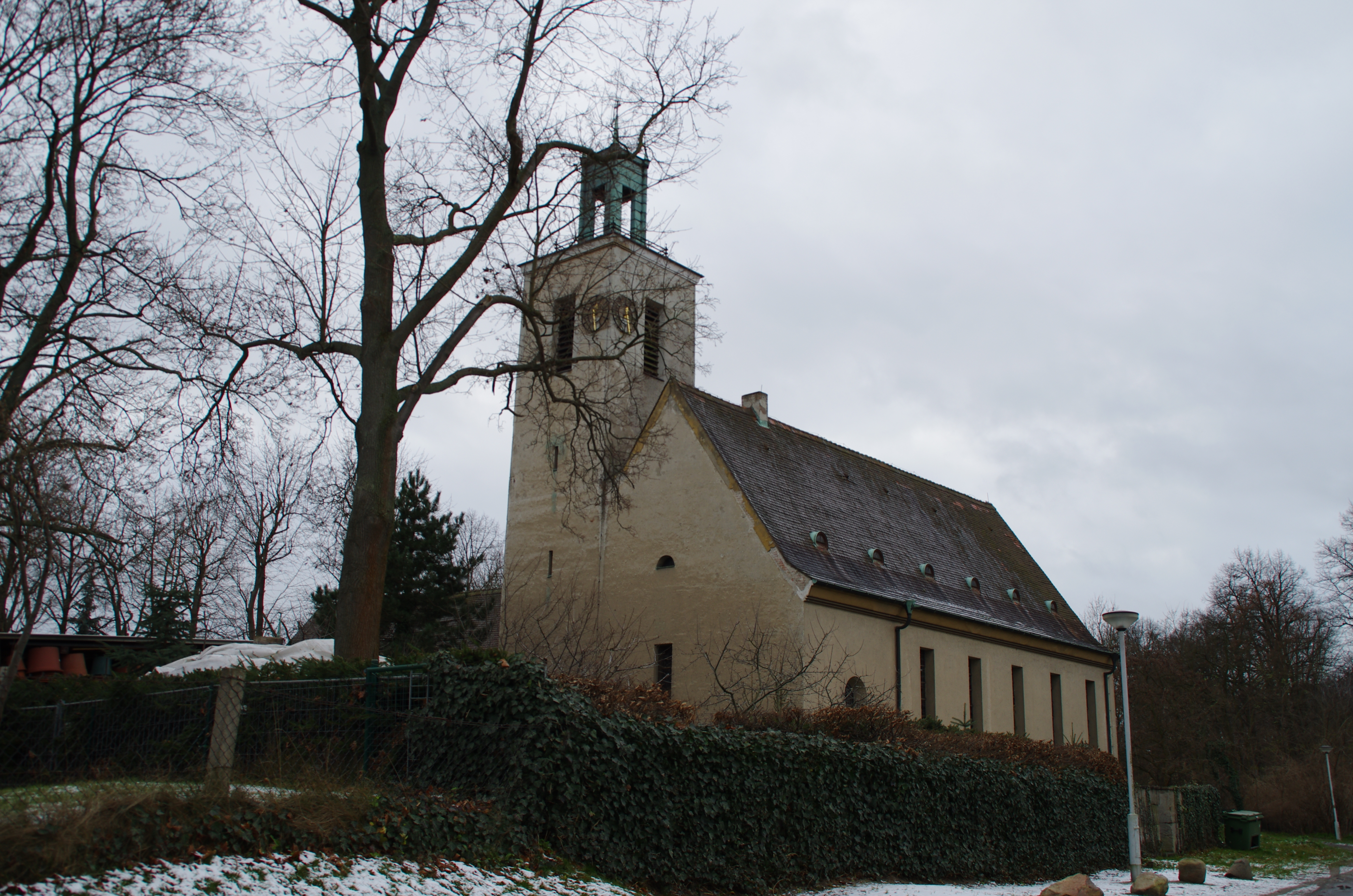
Westkirche

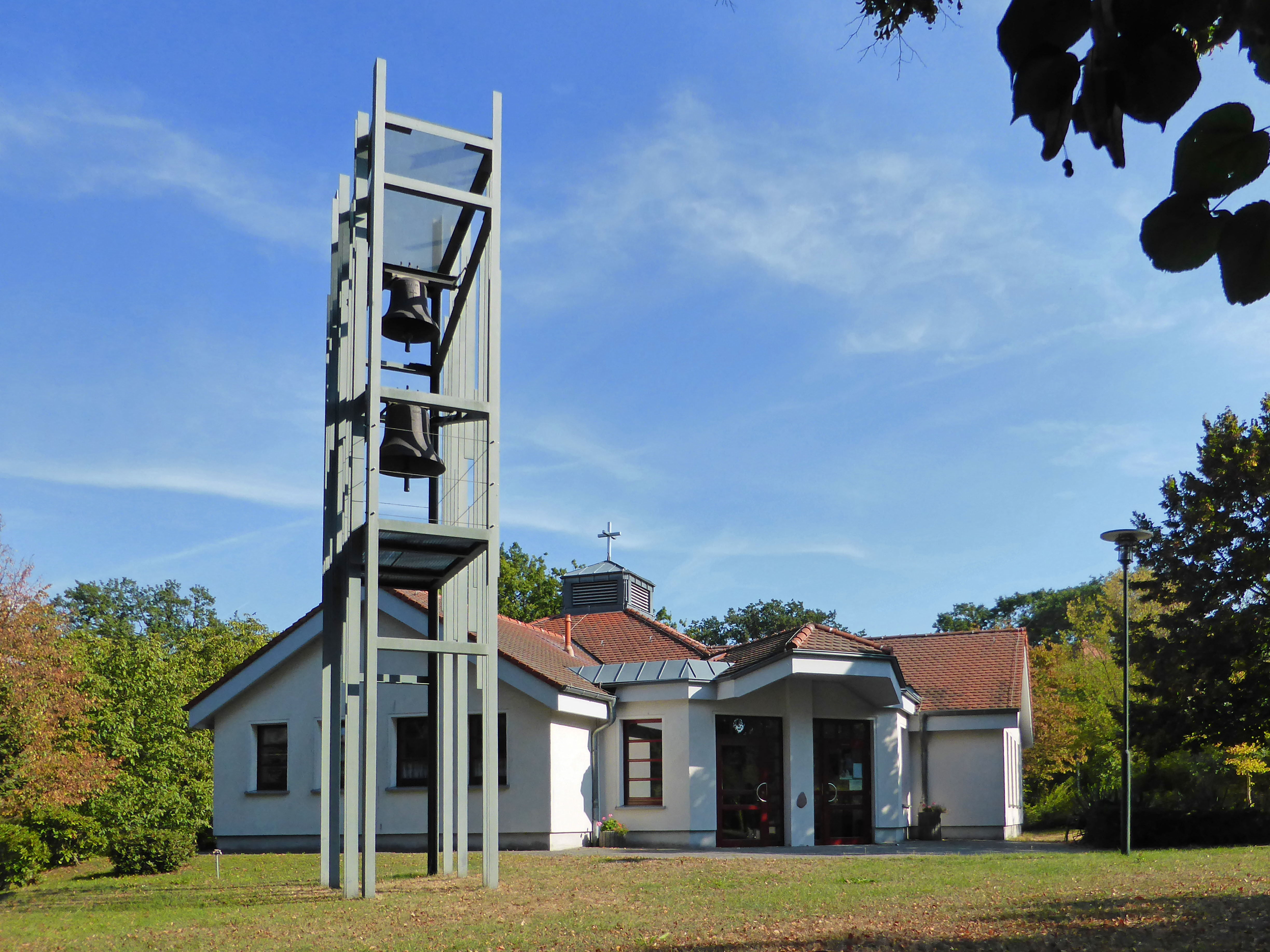
Heilig-Geist-Kirche

Das Gebiet von Kirchmöser, das zum Bistum Brandenburg gehörte, wurde im 16. Jahrhundert durch die Reformation protestantisch geprägt.
Die Kirchengemeinde Kirchmöser gehört zum Kirchenkreis Mittelmark-Brandenburg der Evangelischen Kirche Berlin-Brandenburg-schlesische Oberlausitz. Zu dieser Kirchengemeinde gehören in Kirchmöser die Dorfkirche im historischen Ortskern, die auf das 14. Jahrhundert zurückgeht, sowie die Westkirche, die 1928/29 nach Plänen von Hugo Röttcher in der Wohnsiedlung Kirchmöser West erbaut wurde.
Nachdem wieder Katholiken in Kirchmöser (damals Möser) zugezogen waren, wurde gegen Ende des 19. Jahrhunderts ein katholischer Gottesdienstraum eingeweiht. Im Zuge der 1914 begonnenen Errichtung einer Pulverfabrik kam es 1917 zum Bau einer Steinbaracke, die zunächst sowohl von der evangelischen als auch der katholischen Kirche für Gottesdienste genutzt wurde. Nach dem Bau der evangelischen Westkirche wurde die Baracke von der katholischen Kirchengemeinde bis zum Bau der heutigen Heilig-Geist-Kirche allein genutzt. Im Zuge der Flucht und Vertreibung Deutscher aus Mittel- und Osteuropa 1945–1950 erhöhte sich in Kirchmöser die Zahl der Katholiken erheblich, so dass es 1948 in Kirchmöser zur Gründung der katholischen Pfarrvikarie Brandenburg-Kirchmöser, die zur Pfarrei Genthin gehörte, kam. 1996 erfolgte die Grundsteinlegung der katholischen Heilig-Geist-Kirche, die nach dem Heiligen Geist benannt und 1998 geweiht wurde. 2002 bekam die Kirche einen freistehenden Glockenturm. Katholiken in Kirchmöser gehören heute zur Pfarrei Genthin im Bistum Magdeburg.
Neben der Kirche befindet sich die Familienferienstätte St. Ursula. Sie geht auf das Sommerhaus von Richard Blell (1879–1923), einem Tuchhändler aus Brandenburg, zurück, das dieser für sich und seine Familie 1906 am Rand des Möserschen Sees erbauen ließ. Nach seinem Tod eröffnete seine Witwe Gertrud Blell in dem Gebäude 1924 die Pension Haus Blell am See. Nach 1945 übernahmen ihre Tochter Ursula Dübelt und deren Mann die Pension, die sie 1950 dem Caritas-Verband Magdeburg überließen. Wilhelm Weskamm, Weihbischof des Erzbistums Paderborn, zu dem Kirchmöser damals gehörte, benannte das Haus nach der heiligen Ursula von Köln, der Namenspatronin der Tochter von Richard Blell. Das Haus diente in der DDR als Erholungsheim St. Ursula des Caritasverbandes Magdeburg, in den Jahren nach der Wende wurde das Haus erweitert und modernisiert.

## Wirtschaft und Infrastruktur

### Verkehr

#### Wasser
Kirchmöser liegt am Havelknick westlich Brandenburgs an der Havel direkt an einer Europäischen Wasserstraße Elbe-Havel-Kanal. Ein kleiner Hafen ermöglicht den Güterumschlag auf Binnenschiffe.
An der langen Uferlinie Kirchmösers befinden sich mehrere Häfen für Sportboote und Badestellen.
Der Elbe-Havel-Radweg, der Magdeburg mit Berlin verbindet, mündet in Kirchmöser in den Havelradweg.

#### Eisenbahn
In Kirchmöser-Dorf befindet sich der Bahnhof Kirchmöser an der Strecke Berlin–Magdeburg. Stündlich fahren Regionalexpress-Verbindungen der Linie RE 1 Richtung Berlin und Magdeburg.
Das Industriegelände ist mit einem dichten Netz von Anschlussgleisen ausgestattet.

#### Straße
Der Schwachpunkt des Standortes Kirchmöser ist die Straßenanbindung. Im Norden führt eine Straße über die Seegartenbrücke zur Bundesstraße 1. Weniger gut ausgebaut ist die Verbindung nach Süden zur Bundesautobahn 2. Bis zu den Anschlussstellen Wollin oder Ziesar sind es etwa 13 bzw. 20 Kilometer.

#### ÖPNV
Eine Buslinie verbindet den Bahnhof Kirchmöser mit dem Stadtgebiet von Brandenburg. Die Straßenbahnlinie von Brandenburg Hauptbahnhof nach Kirchmöser-West wurde im September 2002 eingestellt.

### Infrastruktur
Im Industriegelände wird die Infrastruktur hinsichtlich der Anforderungen der Zukunft massiv ausgebaut. Neuansiedlungen von Unternehmen werden seit 2006 häufiger gemeldet.

#### Wirtschaft
- Kirchmöser ist einer der drei Hauptstandorte der DB Systemtechnik der Deutschen Bahn AG mit über 100 Mitarbeitern. Hier konzentrieren sich Wissenschaft und Ingenieur-Know-how auf den Gebieten der Materialprüfung, des Brandschutzes, der zerstörungsfreien Prüfung, der Erstellung von Instandhaltungshandbüchern und der Gestaltung und Optimierung von Instandhaltungsprozessen.
- Ein weiterer Betrieb der Deutschen Bahn AG ist das Bahn-Umweltzentrum.

Traditionsbetriebe, wie
- Gleisbaumechanik
- Weichenwerk
- Betonschwellenwerk

haben sich mit vielen Schwierigkeiten in die Marktwirtschaft retten können und sind inzwischen wieder anerkannte Unternehmen auf ihren Gebieten.
Neu entstanden sind:
- Feuerverzinkung
- Leitplankenfabrik
- Bahnstromkraftwerk Kirchmöser von Uniper

und weitere.
Als ehemaliger Standort einer Pulverfabrik und historischer Bahn-Standort finden sich hervorragende städtebauliche Grundstrukturen aus der Entstehungszeit in den 1920er Jahren.

#### Fremdenverkehr
Die räumliche Abgeschiedenheit der Halbinsellage beschert Kirchmöser einen besonderen Charakter.
Der Ort liegt inmitten von 190 Hektar Naturschutzgebiet. 18 Kilometer geschützte Uferlinien mit Sportbootanlagen und Badestellen ziehen wieder Erholungssuchende an.
Ein Industrielehrpfad führt zu den bedeutendsten Bauten im Industriegebiet. Der Wasserturm kann nach Voranmeldung bestiegen werden und erlaubt einen weiten Blick über die Landschaft im Westen Brandenburgs. Ein Modell und eine Ausstellung im Torhaus des Nordtores informieren über Geschichte und Gegenwart.

## Persönlichkeiten (Auswahl)
- Willi Dieker (1904–1980), Politiker (KPD, SED), im Sommer 1945 einige Monate Bürgermeister von Kirchmöser
- Gerhard Hasse (1925–2001), vorwiegend in Eisenach tätig gewesener Chirurg und Bürgerrechtler 1989/90
- Kurt Groot-Wassink (1928–1999), Krankenpfleger und Arzt in Berlin
- Reiner Kurth (* 1951), Rennkanute
- Henrietta Ebert (* 1954), Ruderin
- Maximilian Beier (* 2002), Fußballer (aktuell bei Borussia Dortmund in der 1. Bundesliga)

## In den Medien
Christian Petzold drehte Teile seines Films Barbara in Kirchmöser.